# Riderai (Luciano Ligabue)
Riderai è un singolo del cantautore italiano Luciano Ligabue, pubblicato il 28 aprile 2023 come primo estratto dal quattordicesimo album in studio Dedicato a noi.

## Tracce
Testi e musiche di Luciano Ligabue.
1. Riderai – 4:13